# Grupo Alfa (Ucrânia)
Grupo Especial "Alpha" é um grupo Spetsnaz ucraniano de elite, ramo do Serviço de Segurança da Ucrânia e um sucessor do Grupo Alpha da União Soviética. O Grupo Alpha é uma das principais divisões das forças especiais da Ucrânia .

## História
Em 28 de julho de 1974, o Grupo Alpha foi criado por ordem do presidente da KGB, Yuri Andropov, após o massacre de Munique em 1972. Pode ter sido estabelecido como uma resposta à criação do Grenzschutzgruppe 9 (ou GSG 9) pela Alemanha Ocidental. Ao anexar uma unidade de propósito especial ao escritório da Primeira Diretoria Principal em Moscou (mais tarde a Sétima Diretoria), esperava-se que a capacidade defensiva da União Soviética contra ataques terroristas aumentasse significativamente. Na época, outras forças especiais mais ofensivas da KGB incluíam os grupos Zenit e Kaskad/Omega. Outra missão importante para Alpha era fornecer segurança para a liderança soviética contra forças especiais inimigas em tempos de crise ou guerra.
Mais tarde, unidades territoriais Alpha foram estabelecidas em toda a União Soviética. Um destacamento Alpha na Ucrânia foi criado em 3 de março de 1990, quando a ordem foi dada ao chefe da 7ª Diretoria da KGB para estabelecer o 10º grupo (Kiev) Grupo 'A' Serviços EIR 7ª Diretoria da KGB. O processo de seleção foi rigoroso. Dos 120 candidatos iniciais da KGB, apenas 15 passaram no rigoroso curso de seleção para estabelecer o primeiro destacamento sob a liderança do comandante Peter Feliksovich Zakrevskii.

### Pós dissolução da URSS
A unidade territorial de Kiev do Grupo "A" foi convertida em Serviço "C" do Serviço de Segurança da Ucrânia (SBU) em 1992. No entanto, continuou a ser informalmente chamado de "Alpha", até 23 de junho de 1994, quando por decreto do Presidente da Ucrânia com base no serviço "C" do SBU foi criada a Diretoria "A" (Alpha). Neste ponto nos grupos do SBU "A" consiste em 5 escritórios e escritórios regionais com base em cada centro regional da Ucrânia .

#### Crise Ucraniana de 2014

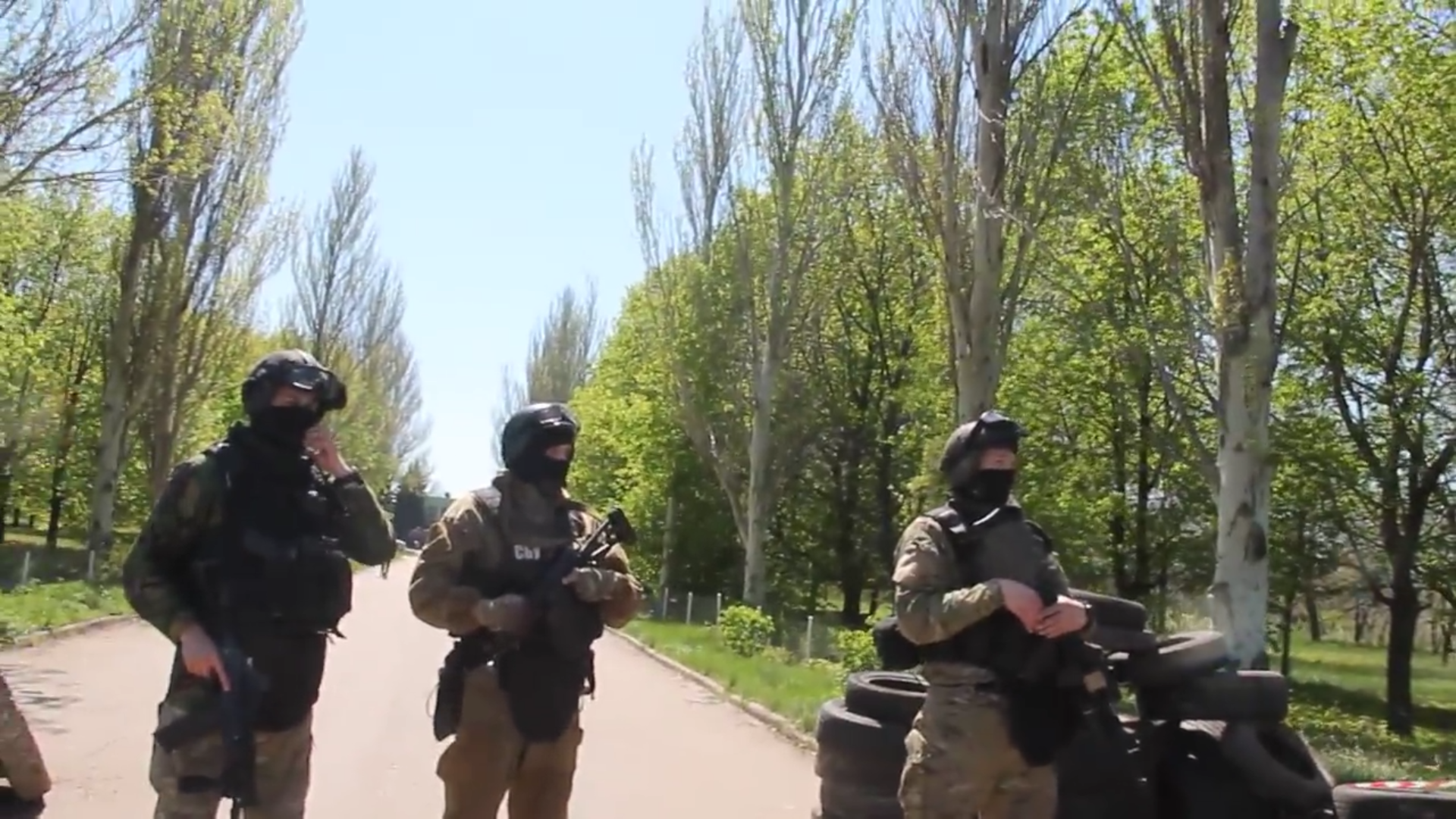
Agentes do Grupo Alpha após a Batalha de Kramatorsk

Em abril de 2014, no rescaldo da Revolução da Dignidade, quando os atiradores Alpha da Ucrânia foram acusados de atirar nos manifestantes, foi expurgado e reorganizado, e logo usado pelo novo governo contra as Forças separatistas pró-russas na guerra em Donbas. No final de abril de 2014, três oficiais foram capturados por membros do grupo armado Milícia Popular de Donbas, liderado por Igor Strelkov, na cidade de Horlivka, após o que foram espancados e exibidos na televisão russa a porta-voz da SBU disse que os separatistas agiram com base em uma dica de infiltrados dentro da agência.
Alexander Khodakovsky, um comandante Alfa do Oblast de Donetsk que desertou do serviço ucraniano junto com vários de seus homens após a revolução, tornou-se o comandante do Batalhão Oblast de Donetsk "Vostok" e mais tarde recebeu o cargo de ministro da segurança da separatista República Popular de Donetsk.

#### Invasão Russa da Ucrânia
Durante a invasão russa da Ucrânia em 2022, o grupo Alpha emboscou e eliminou um comboio no norte de Kiev, em torno de Hostomel, composto por paramilitares chechenos (os "Kadyrovtsy") que se dirigiam para a cidade.
O Grupo Alfa estava presente em Kharkiv, defendendo a cidade na Batalha de Kharkiv. Durante a Contraofensiva de Carcóvia em 2022, o Grupo Alfa recapturou vários assentamentos, como Kupiansk.
O Grupo Alfa conduziu operações para capturar quintas-colunas, simpatizantes russos, espiões e infiltrados.

## Registro operacional

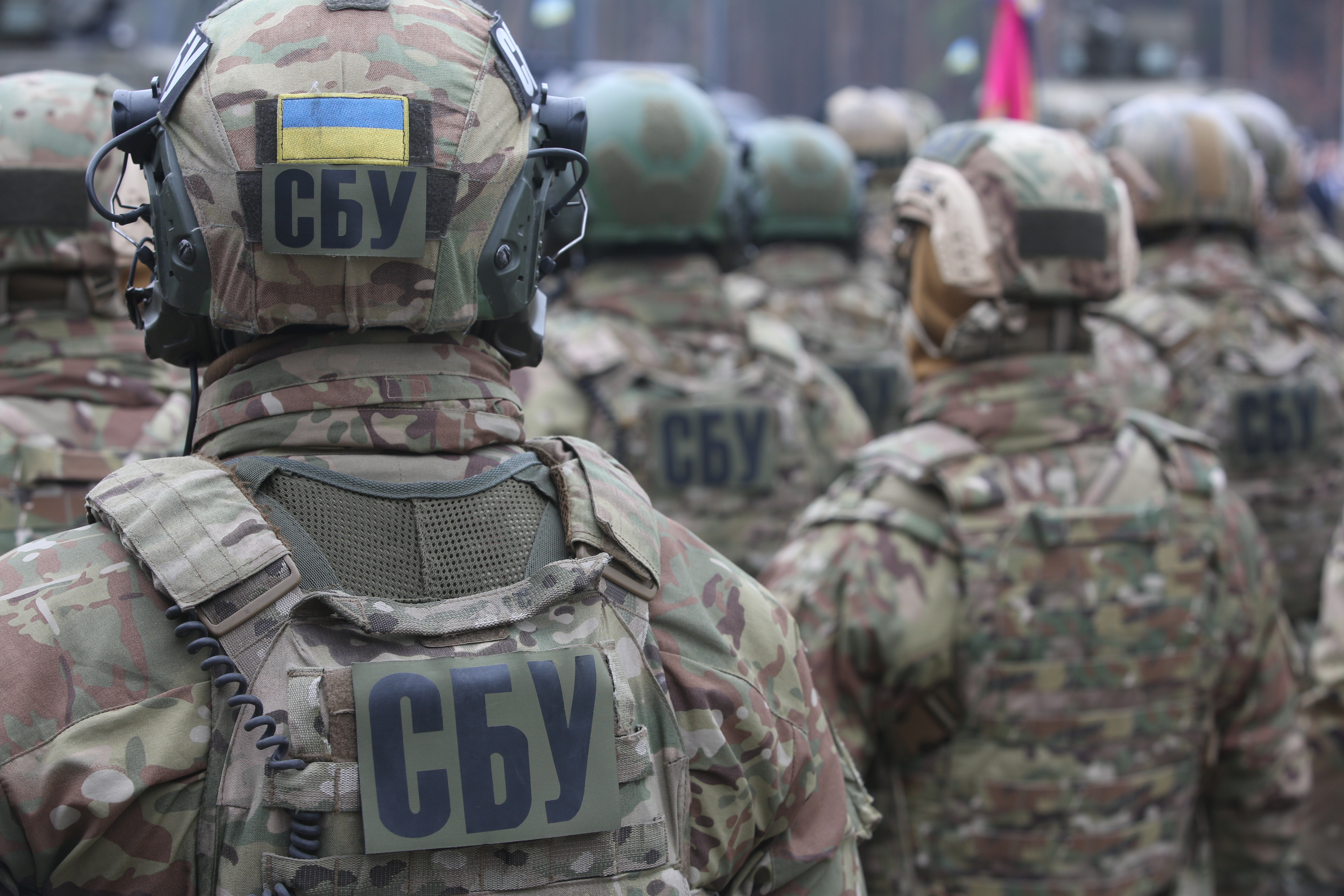
Operadores AG em 2017 em camuflagem Multicam

Desde a sua criação em 1994 até 2010, os membros da unidade especial realizaram mais de 7.000 operações, desde apreensão de armas a operações antinarcóticos, até a apreensão de membros de gangues organizadas, sem deixar vítimas.
A unidade sofreu sua primeira baixa em junho de 2014, lutando contra separatistas russos e, possivelmente, forças especiais russas, no conflito de Donbas . A partir de 2018, dez operadores da SBU Alpha perderam a vida no conflito.